# 哈瓦那电影节
哈瓦那电影节（英語：Havana Film Festival）是拉丁美洲国家古巴的电影节，旨在促进古巴电影事业的发展。每年12月，该电影节在古巴哈瓦那举行。
第一届哈瓦那电影节于1979年12月3日在古巴哈瓦那举行，第一次组委会主席是阿尔弗雷·多格瓦拉。

## 奖项
哈瓦那电影节一共有40多个奖项，主要奖项有：
- 最佳影片
- 最佳纪录片
- 最佳动画片
- 最佳处女作
- 最佳导演
- 最佳摄影
- 评审团奖